# Miranda contro i banditi dell'Oregon
Miranda contro i banditi dell'Oregon (The Captain's Captain o Cap'n Abe's Niece) è un film muto del 1919 diretto da Tom Terriss e interpretato da Alice Joyce.
Tratto dal romanzo Cap'n Abe Storekeeper: A Story of Cape Cod di James A. Cooper pubblicato a New York nel 1917, il film venne prodotto dalla Vitagraph Company of America.

## Trama
Louise Greyling scappa via dalla zia puritana per andare a stare con lo zio, un negoziante che vive in un villaggio di pescatori del New England. Il "capitano" Abe non gode di grande popolarità tra la gente del posto che lo disprezza perché non è mai andato per mare. Per ottenere il rispetto dei pescatori, Abe si inventa di avere un fratello, Am'zon di cui lui racconta le avventure. Quando Louise scopre che il fratello è tutta una fantasia dello zio, lo sprona a lasciare per qualche tempo la cittadina e di tornare nelle vesti di Am'zon. Il travestimento del bottegaio è perfetto e lui viene preso per uno straniero avventuroso. Ma un gruppo di naufraghi indiani crede di riconoscere in lui il pirata che ha profanato uno dei loro templi e cerca di ucciderlo. Il poveretto verrà salvato dall'intervento della nipote aiutata da Lawford Tapp, il suo innamorato.

## Produzione
Il film fu prodotto dalla Vitagraph Company of America.

## Distribuzione
Il copyright del film, richiesto dalla Vitagraph Co. of America, fu registrato il 16 dicembre 1918 con il numero LP13155.
Presentato da Albert E. Smith e distribuito dalla Greater Vitagraph (V-L-S-E), il film uscì nelle sale cinematografiche statunitensi il 6 gennaio 1919.
Non si conoscono copie ancora esistenti della pellicola che viene considerata presumibilmente perduta.